# 麦浪站
麦浪站是位于云南省昆明市寻甸回族彝族自治县麦浪村的一个铁路车站，邮政编码655203。车站建于1959年，有贵昆铁路经过该站，现不办理客货运业务，车站及其上下行区间均已电气化。车站距离贵阳站556公里，隶属昆明铁路局，是五等站。